# Kenneth Hegan
Kenneth Edward Hegan, detto Ken o anche Jackie (Coventry, 24 gennaio 1901 – Kenilworth, 3 marzo 1989), è stato un calciatore inglese, di ruolo attaccante.

## Carriera

### Nazionale
Venne convocato nella Nazionale britannica che partecipò ai Giochi olimpici del 1920, disputò l'unica partita giocata dalla sua Nazionale in quell'edizione.